# Nové Město pod Smrkem
Nové Město pod Smrkem (německy Neustadt an der Tafelfichte) je město v Libereckém kraji v okrese Liberec. Město leží v severní části Jizerských hor, asi čtyři kilometry od hranic s Polskem. Nejbližšími polskými sídly jsou osady Ulicko, Gierałtówek, někdejší městečko Pobiedna a lázeňské letovisko Czerniawa-Zdrój. Městem protéká říčka Lomnice. Včetně částí Hajniště a Ludvíkov pod Smrkem ve městě žije přibližně 3 800 obyvatel.  Nachází se v něm knihovna, muzeum, základní škola, mateřská škola, základní umělecká škola, Dům dětí a mládeže, přírodní koupaliště a krytý bazén.

## Historie

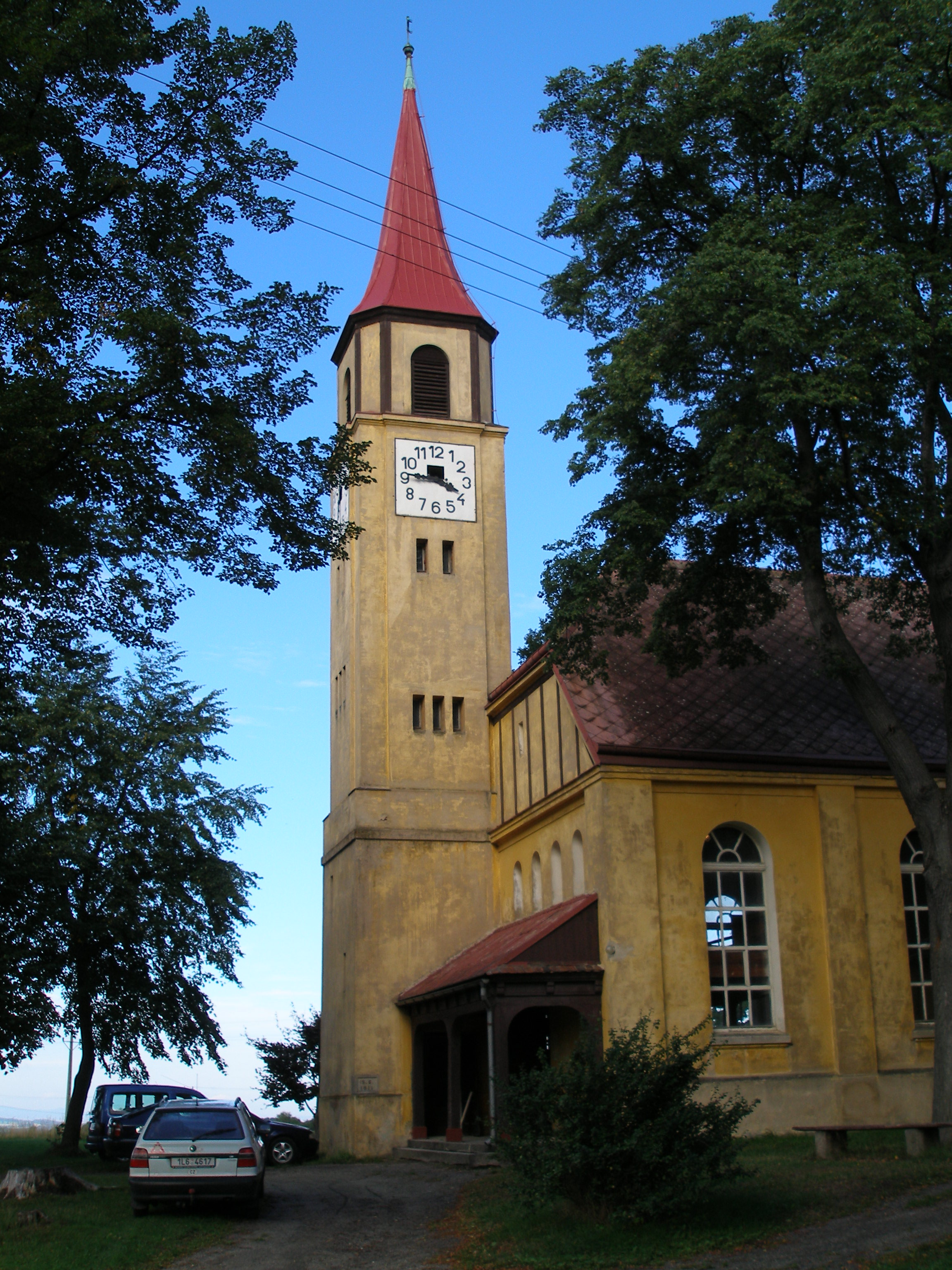
Věž evangelického kostela

Zhruba někdy v polovině 16. století byla na okolních kopcích Měděnci (777 metrů) a Rapické hoře (707 metrů) objevena ložiska cínu a jiných barevných kovů. Přicházející horníci se usazovali nejprve v Ludvíkově, později však začali stavět nová obydlí blíže štolám. Melchior z Redernu, tehdejší majitel frýdlantského panství, tuto těžbu podporoval a pro horníky založil roku 1584 město nazvané České Nové Město (Böhmisch Neustadt). Zakladatel tomuto městu v roce 1592 udělil následující městská práva: právo horní, právo hrdelní, právo týdenního trhu, a také mu udělil městský znak. Horníci, kteří se zde usadili, byli osvobozeni od daní a měli právo z města svobodně odejít. Výstavba města probíhala podle předem daného plánu, což je dnes vidět na pravidelném půdorysu.
V říjnu 1649 (doba protireformace a rekatolizace) byli z celé této oblasti vykázáni luterští faráři a evangelické bohoslužby byly zapovězeny. Byl pořizován Soupis poddaných podle víry. V květnu 1650 napsali novoměstský rychtář a konšelé dopis vrchnosti, z něhož vyplývá, že městečko ještě není dostavěné, nové domy určené k prodeji nikdo nekupuje a obyvatelstvo se nehodlá své víry vzdát. K podpoře rekatolizačního úsilí jezuitů bylo přizváno vojsko. Dne 21. června 1651 před nimi zdejší obyvatelé uprchli v panice přes hlídané hranice do Meffersdorfu a v Novém Městě zůstali jen dva hospodáři. Když hrozba pominula, obyvatelé se vrátili. Toto se stalo několikrát. V okolí Meffersdorfu zakládali exulanti i další kolonie a do Nového Města se už nevrátili.
Těžba kovů v Novém Městě skončila v polovině 17. století a obyvatelé městečka se museli začít živit prací na pilách, přádelnách lnu a bavlny a také plátenictvím. Na původně ruční domácí výrobu navázala v druhé polovině 19. století textilní výroba strojová. Jejím nejvýznamnějším představitelem byl Ignác Klinger, jehož továrna se stala největší v celé oblasti a v roce 1919 zaměstnávala 2256 lidí. Dalšími způsoby obživy zdejších obyvatel byla výroba porcelánu. Je třeba také zmínit výrobu dýmkových hlaviček. Obchodu se zde příliš nedařilo. Důvodem byly nedaleké státní hranice. Dnešní polská hranice byla tehdy hranicí se Saskem a o několik kilometrů dál východně již byla zase hranice mezi Saskem a Pruskem. Projíždějící obchodníci by tedy museli platit za velice krátký úsek dvakrát clo.
Právě v druhé polovině 19. století zažilo město největší rozmach. Byla rekonstruována radnice, postaveny dvě velké školní budovy, kostelní věž, sokolovna, starobinec, spořitelna. Začátkem 20. století městské lázně s bazénem, evangelický kostel a město získalo železniční spojení. Byla zde také vybudována jedna z největších plynáren v celé monarchii. Obyvatelům města sloužila knihovna a muzeum s bohatými sbírkami, o které se zasloužil kněz a přírodovědec Gottfried Menzel.
Konec pro rozvoj města znamenala první světová válka. Po vzniku Československa do oblasti začali přicházet Češi. Ve třicátých letech dolehla na okolí velká nezaměstnanost. V letech 1938 až 1945 bylo město (v důsledku uzavření Mnichovské dohody) přičleněno k nacistickému Německu. Po skončení druhé světové války byla většina německých obyvatel odsunuta, část odešla dobrovolně a do uvolněných domů se nastěhovali noví obyvatelé původem z Čech a Polska, bez vztahu k okolní krajině.
Roku 1948 vyhořela zdejší radnice.
V roce 1976 byl ve městě otevřen obchodní dům Jizeran.
Dne 26. dubna 2023 navštívil město prezident České republiky Petr Pavel a setkal se zde s představiteli kraje v čele s hejtmanem Martinem Půtou a starosty okolních obcí z Frýdlantska. Poté navštívil i areál někdejší novoměstské pobočky továrny Textilana, který byl v tu dobu v demolici před zamýšlenou výstavbou průmyslového parku.

## Přírodní poměry
U města vyvěrají prameny slabě mineralizované kyselky s vysokým obsahem železa, který brání jejich využití při stáčení do lahví. Podle rozboru z roku 1967 byla celková mineralizace vody 0,86 g·l−1. Voda v jednom litru obsahovala 22,3 mg železa, 74,9 mg vápníku a 61,3 mg hořčíku. Bylo by možné ji využít v lázeňském provozu k pitným kúrám a k podávání koupelí, pro které by však byl nutný účinnější způsob jejího zachycování.

## Obyvatelstvo
| Rok            | 1869  | 1880  | 1890  | 1900  | 1910  | 1921  | 1930  | 1950  | 1961  | 1970  | 1980  | 1991  | 2001  | 2011  | 2021  |
| -------------- | ----- | ----- | ----- | ----- | ----- | ----- | ----- | ----- | ----- | ----- | ----- | ----- | ----- | ----- | ----- |
| Počet obyvatel | 3 629 | 3 848 | 4 499 | 5 457 | 5 657 | 4 311 | 4 279 | 2 664 | 2 805 | 2 861 | 3 400 | 3 598 | 3 624 | 3 624 | 3 122 |
| Počet domů     | 471   | 490   | 614   | 778   | 837   | 851   | 893   | 870   | 825   | 648   | 600   | 744   | 704   | 727   | 727   |

## Obecní správa

### Členství vorganizacích
- Nová Města Evropy
- Svazek obcí SMRK
- mikroregion Frýdlantsko

### Městský znak
Znak město obdrželo pravděpodobně brzy po svém založení, zřejmě roku 1592. Jeho podoba odkazuje na tehdejší zdejší vrchnost, šlechtický rod Redernů, a současně na hornickou činnost v okolí sídla. V následujících letech docházelo ke komolení znaku tím, že se kladiva či kolo kladly nad štít coby klenot, popřípadě se celek i se štítonoši, kteří přibyli později, umisťovali na velký štít. Uvedené úpravy však vycházely především z neporozumění.
Na znaku se v modrém štítě nachází stříbrné kolo s osmi loukotěmi a pod ním jsou zkřížena – ve stříbrné barvě vyvedena – hornické kladiva, přičemž mlátek míří doleva a je navrchu. Z obou stran štít drží dva v černém odění horníci mající želízko položené přes vnější rameno.

## Doprava

### Silniční doprava
Městem prochází silnice číslo II/291, která vytváří spojnici s místní částí Hajniště, respektive s Frýdlantem na západě. Východně od města tato komunikace končí na státní česko-polské hranici, kde na hraničním přechodu Nové Město pod Smrkem – Czerniawa-Zdrój na ni navazuje komunikace označená II/361 směrem do Czerniawy a Świeradówy Zdróje. Na území města a jeho částí postupně ve směru od západu k východu odbočuje ze silnice druhé třídy celkem pět komunikací třetí třídy. V Hajništi to jsou jižním směrem III/29015 do Ludvíkova pod Smrkem a k severu směřující III/2916 do Dolní Řasnice. Přímo ve městě následně severním směrem III/2919 k Horní Řasnici, severovýchodním směrem III/29110 do Dětřichovce či Jindřichovic pod Smrkem a poslední silnicí odbočující z II/291 je jihozápadním směrem III/29011 k Ludvíkovu pod Smrkem. V něm se tato silnice kříží s III/29015 a pokračuje dále do Raspenavy, zatímco III/29015 spojuje Ludvíkov s Přebytkem a Lázněmi Libverdou. Při vjezdu do vlastního města od západu po silnici II/291 je motoristům k dispozici čerpací stanice pohonných hmot společnosti Kontakt.

### Železniční doprava
Roku 1902 byl zahájen provoz na železniční trati číslo 039 procházející Novým Městem. Ta spojuje Frýdlant a Jindřichovice pod Smrkem. Na území města se na ní nachází dvě zastávky, a sice Hajniště a stanice Nové Město pod Smrkem. V Hajništi je napojená vlečka do muničního skladu na vrchu Chlum.

## Pamětihodnosti

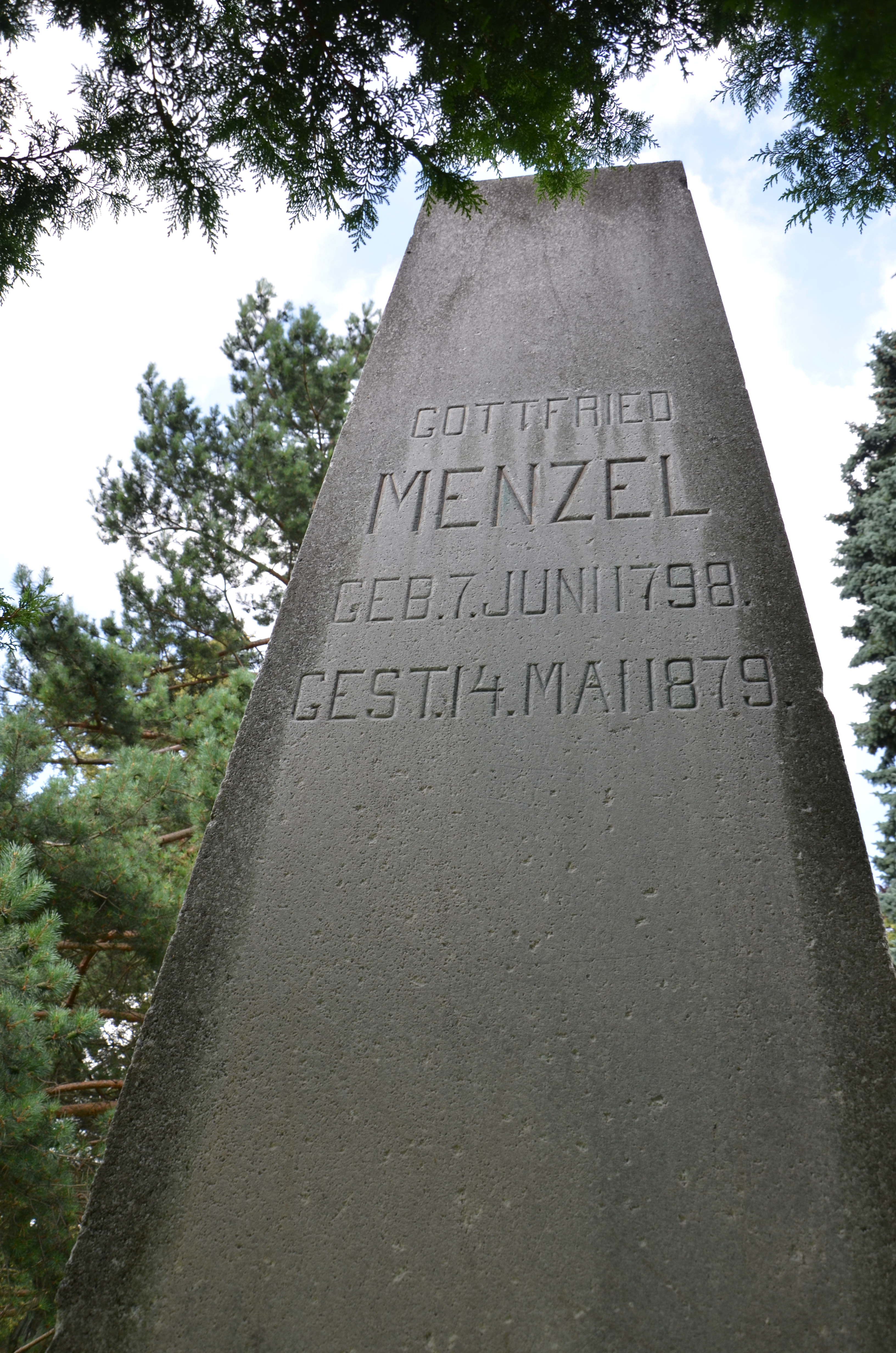
Gottfried Menzel – mramorový obelisk

- Kostel sv. Petra a Pavla v místní části Ludvíkov pod Smrkem je vzpomínaný již roku 1346.
- Kostel sv. Kateřiny – Původně evangelický kostel z roku 1607 byl v roce 1652 přesvěcen na katolický. V roce 1821 zbořen a znovu vystavěn na konci 19. století.[14]
- Pomník děkana Gottfrieda Menzela – Památník z roku 1880 tohoto katolického kněze a přírodovědce, který sepsal první přírodovědecké informace o Frýdlantsku, je za katolickým kostelem.
- Evangelický kostel – Postaven byl v roce 1911 a vysvěcen roku 1912.
- Klingerovo mauzoleum – nechali postavit roku 1901 potomci tohoto zakladatele textilního podniku
- Muzeum
- Smrk (1124 m) – nejvyšší hora české části Jizerských hor má na vrcholu od roku 2003 kovovou rozhlednu.[15]
- Singltrek pod Smrkem
- Stopy pod Smrkem – lyžarské okruhy upravované v okolí Nového Města pod Smrkem

### Vodní mlýny
Krátce po založení města mu roku 1584 jeho zakladatel Melchior z Redernu nařídil založit dva mlýny. Ve městě tak vznikly mlýny Dolní (objekt čp. 300) a Horní (dům čp. 301). Soupis z roku 1651 však již uvádí pouze jeden mlýn s jedním strojem.
Dolní mlýn stával na pravém břehu Lomnice, v blízkosti mostu, přes který vede místní Frýdlantská ulice. Jeho prvním nájemcem byl Jacob König, jehož zřejmě posléze vystřídal Kristian König. Tomu (jako nájemci) roku 1743 město mlýn prodalo. Později byl vlastníkem mlýna Georg Wiesner, jenž jej prodal mlynářské rodině Bergmannů. Ti jsou na mlýně zaznamenáváni roku 1803 a vlastnili jej až do roku 1834, kdy mlýn prodali Franzi Treuhlerovi z Dětřichovce. Poslední mlynář z rodu – Eduard Treuhler – prodal v roce 1893 již zchátralý objekt za 40 000 korun textilní firmě Ignaze Klingera, která začátkem roku 1900 nechala mlýn zbořit, aby na jeho místě zbudovala tkalcovnu.
To Horní mlýn se nacházel blízko dnešní Dvořákovy ulice v místě budovy staré tiskárny na levém břehu Lomnice. Prvním nájemcem mlýna byl Jacob Schlender. K roku 1619 má mlýn v nájmu Hanz Fritsch. Další osudy tohoto objektu jsou neznámé. Ví se pouze to, že v roce 1864 přenechává poslední majitel mlýna celý objekt podnikateli Antonu Raazovi, jenž nechal mlýn zbourat a na jeho místě postavil mechanickou tkalcovnu. Ta v roce 1901 přešla do majetku textilní společnosti Klinger.

## Osobnosti
- Adolf Glöckner (1850–1936), poslanec Českého zemského sněmu a Říšské rady
- Ignaz Klinger (1814–1872), zakladatel zdejších textilních továren, jež se posléze staly součástí společnosti Textilana)[17]
- Miroslav Kozák (* 1952), poslanec Federálního shromáždění (za KSČ)
- Bruno Köhler (1900–1989), poslanec Národního shromáždění republiky Československé a Národního shromáždění Československé socialistické republiky
- Gottfried Menzel (1798–1879), katolický kněz a přírodovědec
- Felix Pohl (1878–1961), fotograf, v letech 1923 až 1930 starosta Vimperka
- Anton Rösler (1813–1880), poslanec Českého zemského sněmu a starosta Ústí nad Labem

## Partnerská města
- Leśna, Polsko
- Mirsk, Polsko
- Świeradów-Zdrój, Polsko